# Unione Sportiva Brembillese
L'Unione Sportiva Nuova Brembillese Calcio è una società sportiva dilettantistica di Val Brembilla, provincia di Bergamo.
La società è stata fondata nel 1958 e iscritta subito sia al C.S.I. che alla F.I.G.C.. Per almeno due decenni è stata ai vertici del calcio provinciale bergamasco e regionale lombardo, militando in Promozione, Eccellenza e Interregionale (l'attuale Serie D). Ha raggiunto il suo vertice sportivo nella stagione 1983-1984, con l'unica partecipazione al campionato di Serie C2, girone B.
Nella stagione 2023/24 è inserita nel Girone E di Prima Categoria Lombardia.

## Storia

### Gli albori del calcio
A causa dell'isolamento geografico di Brembilla, che si colloca nell'omonima valle compresa tra la Valle Imagna e la Valle Brembana (di cui è parte della Comunità montana) si può solo presupporre che la diffusione del calcio moderno avvenne sul modello delle vicine Zogno e San Pellegrino Terme, che videro nascere i propri sodalizi nei primi anni venti del XX secolo. La prima testimonianza storica di una squadra organizzata in quel periodo, già denominata Brembillese e partecipante a tornei e gare amichevoli, risale alla stagione 1929-1930. Dalla documentazione fotografica, tuttavia, è difficile stabilire i colori sociali. La foto in bianco e nero mostra una maglia scura (presumibilmente blu scuro o nera) e pantaloncini e calzettoni bianchi.

### La fondazione e i primi anni
Nella stagione 1956-1957 il curato Don Giovanni Forlani con Alessandro Musitelli (segretario che ricoprirà la carica fino al 1986) iscrivono la Brembillese al campionato C.S.I. a sei giocatori. Compongono la prima squadra A. Carminati, D. Carminati, C. Gervasoni, E. Milesi, D. Salvi, B. Pellegrinelli, allenati da Cesare Pellegrinelli.
Visto l'affiatamento di questi e altri giocatori, la Brembillese è stata iscritta anche alla FIGC a 11 giocatori, pur non avendo un campo di calcio regolamentare ma pur sempre rientrante nelle misure stabilite all'epoca per la Seconda Divisione. Grazie all'iniziativa di Don Forlani, Musitelli e Pellegrinelli, con i giocatori più anziani Franco Pesenti e Riccardo Pizzamiglio incaricati di raccogliere la somma necessaria per l'iscrizione e affitto campo a Zogno, questi convinsero il geom. Domenico Gervasoni a raccogliere la somma mancante ed assumere la presidenza. Si copiò lo statuto della Zognese: la redazione dell'atto fu completata in fretta e furia un'ora prima della scadenza del termine di presentazione e l'atto consegnato il 4 ottobre.
La squadra fu iscritta al campionato di Seconda Divisione, ultimo livello della piramide calcistica di quella stagione sportiva. La maglia era blucerchiata, molto simile a quella della Sampdoria. A seguito della riforma dei campionati del 1959 già l'anno successivo la Seconda Divisione divenne Terza Categoria, categoria che la Brembillese disputò fino alla stagione 1971-1972.
Da notare che i primi anni furono caratterizzati da un continuo peregrinare tra Zogno e Sant'Omobono Terme a causa prima della mancanza in paese di un campo regolamentare realizzato solo all'inizio della stagione 1964-1965, quando fu inaugurato l'impianto sportivo Villaggio Europa.

### Anni '70 e primi '80: un continuo susseguirsi di successi
La svolta avvenne nell'estate 1971 quando la presidenza venne assunta dal Dott. Luigi Secomandi, medico condotto di Brembilla e grande appassionato di sport, già fondatore del Gimondi Club di Brembilla e organizzatore della Targa Gimondi Club. Sostenitore dello staff tecnico del pilota di Formula 3 Alessandro Pesenti Rossi, (successivamente pilota di Formula 1) e presidente della boxe bergamasca. Secomandi affidò la guida tecnica al brembillese Paolo Giupponi, 21 anni appena ed un passato presente nelle giovanili dell'Inter, della cui squadra Primavera fu capitano e con la quale vinse un campionato italiano Primavera e un Torneo di Viareggio.

Luciano Gariboldi, brembillese d'adozione, dedicò gran parte della propria vita ai biancazzurri

La carriera calcistica di Giupponi si era appena interrotta a Lecco in Serie C a causa un grave infortunio. Nello stesso periodo Luciano Gariboldi, giocatore di Inter, Atalanta, Reggiana e Bari, terminata la carriera apre una macelleria a Brembilla divenendo consigliere tecnico della società. Nel tempo ricoprirà vari ruoli tra cui anche quello di allenatore all'occorrenza.
Il sodalizio Secomandi-Giupponi fruttò subito una promozione record (21 vittorie, 1 pareggio e zero sconfitte) nella stagione 1971-1972, bissata due anni dopo con la promozione dalla Seconda alla Prima Categoria nella stagione 1973-1974.
Tornato all'attività agonistica Giupponi e, di conseguenza, cambiata la guida tecnica la squadra, la Brembillese continuò la propria ascesa. Nella stagione 1976-1977 sotto la guida di Livio Roncoli vinse il campionato raggiungendo la Promozione. Con l'arrivo nella nuova categoria si ripropose il problema di un campo regolamentare e fu necessario emigrare nuovamente, prima a San Pellegrino e poi a Paladina. Il Presidente Secomandi si prodigò alla realizzazione di uno stadio omologato a livello professionistico assieme ai vice presidenti Domenico Carminati ed Enrico Scaglia, all'amministrazione comunale e con il contributo dei cittadini.
Nell'estate 1981 il nuovo impianto fu completato in località Piana e si tornò a giocare a Brembilla. Nuovamente affidata a Paolo Giupponi la Brembillese salì ancora in Interregionale nella stagione 1981-1982 grazie al favorevole sorteggio nei confronti del Vigevano (in seguito ammesso in Interregionale per meriti sportivi) con cui era finita a pari merito negli spareggi promozione.
Il campionato 1982-1983 avrebbe dovuto essere di consolidamento della categoria, ma dopo un discreto inizio la squadra iniziò ad accelerare il passo verso la vetta. Il sorpasso avvenne alla ventiseiesima giornata con la vittoria sul Saronno e le contemporanee sconfitte della Benacense 1905 e, ancora una volta, del Vigevano. Con un rotondo 3-0 esterno (doppietta di Ardemagni e gol di Benaglia) sull'Aurora Desio all'ultima giornata, il 15 maggio 1983 arrivò la promozione in Serie C2.

### 1983-1984: la Serie C2

Giovanni Carlo Ferrari realizzò la prima storica rete in Serie C2

L'estate del 1983 vide la trasformazione da Associazione a Società per Azioni, di cui l'80% detenute da Secomandi, il 10% da Domenico Carminati e il 10% da Enrico Scaglia. La Brembillese fu inserita nel girone B assieme a squadre che avevano già partecipato alla Serie A (Mantova, Pro Patria e Venezia) o che vi avrebbero partecipato nei decenni successivi (Novara e Piacenza), oltre a decane della categoria.
Gli elevati costi di partecipazione imposero una campagna acquisti limitata ed incentrata sulla vendita del centrocampista Claudio Benaglia alla Virescit Boccaleone ed a pochi acquisti rivelatisi insufficienti, tra cui l'attaccante Raffaele Vitali (con un'esperienza in Serie B).
L'inizio della stagione agonistica fu disastroso: cinque partite e cinque sconfitte senza segnare alcuna rete. Si corse ai ripari con alcuni acquisti tra cui quello di Giovanni Carlo Ferrari (ex Lazio in Serie A e tanta gavetta in B), che realizzò la prima rete contro la Pro Gorizia alla sesta di campionato. Prima rete e primo punto conquistato con un 1-1 interno. Il 15 novembre 1983 scomparve il Presidente Secomandi e si rese necessario un riassetto societario. Enrico Scaglia divenne il presidente, Domenico Carminati consigliere e amministratore delegato. I due offrirono ai brembillesi, in assemblea pubblica, le quote societarie del dottore ma nessuno le sottoscrisse. Carminati e Scaglia divennero così soci paritari al 50% della Brembillese. Successivamente i biancazzurri riuscirono a centrare la prima storica vittoria tra i professionisti contro il Mira il 20 novembre 1983. Nonostante un girone di ritorno migliore, sia nel gioco che nei risultati, la Brembillese terminò la stagione al penultimo posto con soli 21 punti raccolti, frutto di 5 vittorie e 11 pareggi, retrocedendo in Interregionale in compagnia del Sant'Angelo e della Biellese. La scomparsa di Secomandi rappresentò una grave perdita per il movimento calcistico brembillese. A lui verrà successivamente intitolato l'impianto sportivo casalingo con una cerimonia tenutasi il 24 novembre 1984.

### A cavallo tra gli '80 e i '90: stagioni altalenanti

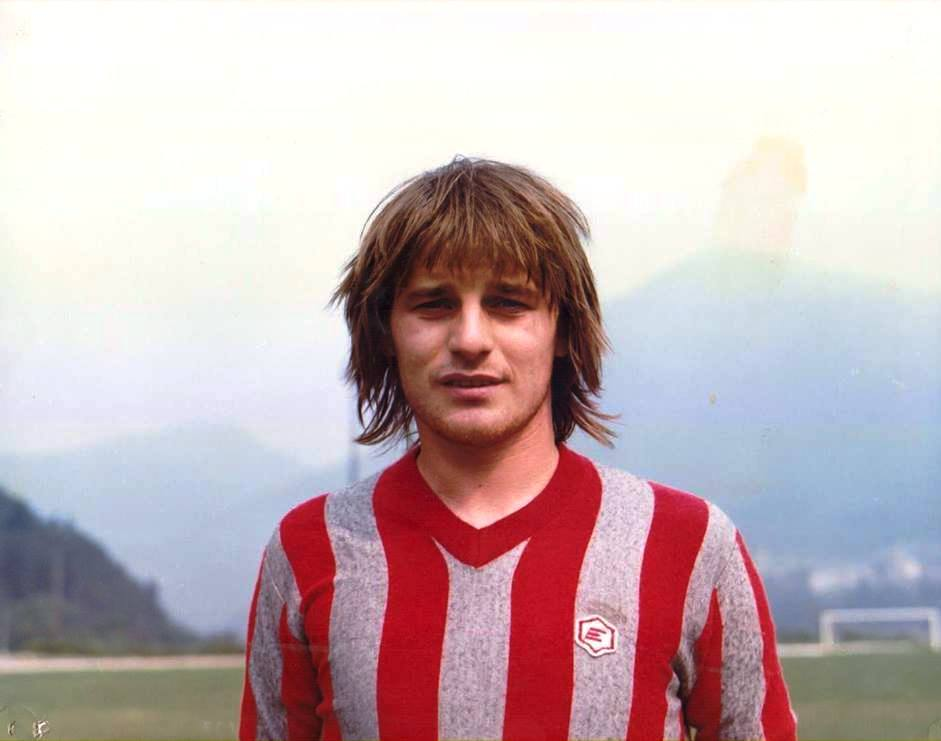
Giancarlo Finardi fu nella rosa 1988/89 che vinse il campionato e venne promossa in Interregionale.

Dopo l'apoteosi C2, Giupponi si trasferì ad allenare a Telgate, mentre la Brembillese tornò a disputare i campionati regionali, con tre partecipazioni consecutive inInterregionale, dal 1984 al giugno 1987, sino alla seconda retorcessione della sua storia, questa volta in Promozione.
Dopo il disorientamento dovuto alla scomparsa di Secomandi il "peso" maggiore passò sulle spalle del duo Carminati-Scaglia. Si proseguì l'attività con la strategia dei piccoli passi, attraverso campagne acquisti oculate e con scelte coraggiose come l'arrivo del nuovo allenatore Angelo Volpato, che si rivelerà la mossa vincente del nuovo corso. Salì nuovamente di categoria al termine della stagione 1988-1989, nella quale in rosa comparvero la mezzala Giancarlo Finardi e l'attaccante Hubert Pircher (già Atalanta e Ascoli in Serie A) che poi rivestirà il ruolo di tecnico nella successiva stagione, l'ultima in Interregionale.
Per cinque campionati consecutivi, dal 1991-1992 al 1995-1996, i biancazzurri mantennero la neonata categoria di Eccellenza, con risultati decrescenti di anno in anno. L'ultima stagione fu la peggiore nella storia del club con l'unico ultimo posto assieme a quello del 1969-1970 in Terza Categoria. A nulla valse l'inserimento di un'ex atalantino di prestigio come Luigino Pasciullo.
La stagione 1991-1992 coincise con il cambio di denominazione nell'attuale "Nuova Brembillese", mentre al termine della stagione 1995-1996 la società decise di iscriversi in Prima Categoria compiendo un salto doppio all'indietro dopo la retrocessione maturata sul campo.

### Gli anni duemila e il presente
Nella stagione 2001-2002 la società viene nuovamente promossa in Promozione, ma le speranze di rinascita durano ben poco e si ritorna rapidamente in Prima Categoria. Nella stagione 2003-2004, invece, la Brembillese retrocede in Seconda Categoria, poi pare risorgere due anni dopo ritornando in Prima Categoria. Dopo due retrocessioni consecutive scende al livello calcistico più basso cadendo direttamente in Terza Categoria. 
Dopo un tentativo di fusione con la Zognese fallito in breve nella stagione 2009-2010, con presidente Domenico Carminati, vice Enrico Scaglia, Ugo Rota, E. Zanardi, allenatore Diego Genini alle spalle della Fratelli Calvi di Piazza Brembana e della Fiorente Bergamo, ambedue promosse in Seconda Categoria.
Con alla presidenza Carminati, Scaglia, Rota e Zanardi, nella stagione seguente la Brembillese lotta per il vertice piazzandosi alle spalle del Sotto il Monte ed ottiene il ripescaggio diretto in Seconda Categoria Nella stagione successiva trova ancora una volta la promozione dopo aver vinto la finale dei play-off e disputato la finalissima, nonostante i tre errori dal dischetto.

Nella stagione 2012-2013 milita nel girone D della Prima Categoria lombarda, terminando il campionato al sesto posto.
Nel 2008 la FIGC ha voluto celebrare il 50º di fondazione con una targa ricordo e diploma di benemerenza, consegnato a Roma all'Hotel Hilton il 24 maggio 2008 a Domenico Carminati, calciatore, dirigente e presidente della Brembillese, in presenza di Demetrio Albertini, Carlo Tavecchio,  Giancarlo Abete e Antonio Matarrese.

### Una nuova Brembillese
Dopo essere ripartita dalla Terza Categoria, nella stagione 2015/16, la formazione brembana ritrova la Seconda nel campionato 2016/17 dopo aver vinto il proprio girone con largo anticipo.
Dopo alcune buone stagioni, nel campionato 2021/22, i biancazzurri di mister Chiesa vincono il proprio girone di Seconda e vengono promossi in Prima Categoria, nella quale esordiscono nel settembre 2022 con una vittoria contro l'Accademia Isola Bergamasca.

## Palmarès

### Competizioni nazionali
- Campionato Interregionale: 1

1982-1983 (girone B)

### Competizioni regionali
- Promozione: 2

1981-1982 (girone B), 1988-1989 (girone C)
- Prima Categoria: 2

1977-1978, 2001-2002

### Competizioni provinciali
- Seconda Categoria: 2

1973-1974, 2021-2022
- Terza Categoria: 1

1971-1972

## Calciatori e allenatori celebri

Hubert Pircher, qui con la maglia dell'Ascoli, fu prima giocatore e poi allenatore della Brembillese.

- Cesare Pellegrinelli (all. 1956-1965, CSI e FIGC)
- Luciano Gariboldi (all. 1972-1973 e 1978)
- Piero Gardoni (all. 1975-1976)
- Livio Roncoli (all. 1976-1978)
- Giuliano Sonzogni (c. 1977-78)
- Giovanni Carlo Ferrari (c. 1983-1984)
- Paolo Fracassetti (c. 1983-1987 e 1990-1991)
- Angelo Volpato (all. 1984-1986)
- Giancarlo Finardi (c. 1988-1989)
- Hubert Pircher (c. 1988-1989, all. 1989-1991)
- Gian Paolo Rossi (c. 1990-1991)
- Domenico Moro (all. 1994-1995)
- Luigino Pasciullo (c. 1995-1996)

## Brembillesi che hanno vestito la maglia dell'Atalanta
- Cesare Pellegrinelli (portiere, campionato riserve, anni '40).
- Domenico Carminati (attaccante, campionato ragazzi provinciale, 1957-1958, giocatore nel periodo militare nel Partinicaudace (PA), Serie D, e campionati italiani aeronautica militare Sicilia).
- Claudio Gervasoni (attaccante, campionato ragazzi regionale, 1957-1958, 1958-1959).
- Marco Locatelli (centrocampista, campionato ragazzi regionale, 1970-1973).
- Alessandro Locatelli (centrocampista, tutta la trafila del settore giovanile, 1987-1994. A causa di un incidente al ginocchio ha dovuto cessare l'agonistica).